# Erik ”Jerka” Burman
Erik ”Jerka” Burman, även med smeknamnet ”Burre”, född 6 december 1897 i Stockholm, död 31 mars 1985 i Stockholm, var en svensk bandy- och ishockeyspelare som deltog i de olympiska sommarspelen 1920 och vinterspelen 1924. Burman blev Sveriges första målskytt då han gjorde 1–0 mot Belgien den 23 april 1920. Matchen slutade 8–0 till Sverige där Burman blev tremålsskytt, Georg Johansson-Brandius och Einar Lindqvist tvåmålsskyttar och Nils Molander enmålsskytt. Sverige slutade på fjärdeplats 1920, och även 1924.
Han blev Europamästare i ishockey 1921, men missade EM 1923 på grund av en skada. Han blev Stor grabb i ishockey med nummer 4.
Burmans karriär på klubbnivå startade i IK Göta med bandy och han vann SM-guld år 1929. Efter OS 1920 spelade han spelade med Berliner SC i ishockey under två säsonger, 1921 till 1923, innan han spelade ishockey med IK Göta och vann SM i ishockey 1923, 1929 och 1930. Han flyttade efter några år från Berlin och bosatte sig i Antwerpen och spelade där ishockey med CP Antwerp, innan han flyttade till USA och spel med Minneapolis Street Runners.
Han återvände till Sverige och den 26 november 1940 blev Burman den äldste målskytten och samtidigt den äldste spelaren i den högsta divisionen och SM i ishockey. Han var då 42 år, 11 månader och 20 dagar gammal, när IK Göta mötte IK Sture i Svenska Serien. Burman var därefter aktiv i IK Götas reservlag till 50 års ålder och han spelade med gamla veteranlandslaget en bit in på 1970-talet då han var över 70 år.

## Meriter

### Ishockey
- EM-guld 1921
- SM-guld 1923, 1929, 1930
- OS-fyra 1920, 1924

### Bandy
- SM-guld 1929